# Nikolaus Haller
Nikolaus Haller (Augusta, novembre 1539 – Augusta, 1584) è stato un mercante tedesco.
Membro della famiglia Haller von Hallerstein, fu fattore della famiglia dei banchieri Fugger a Genova, Milano e Spagna. Intrattenne numerosi scambi epistolari coi suoi datori di lavoro, ai quali fornì anche notizie interessanti circa la sua epoca.

## Biografia

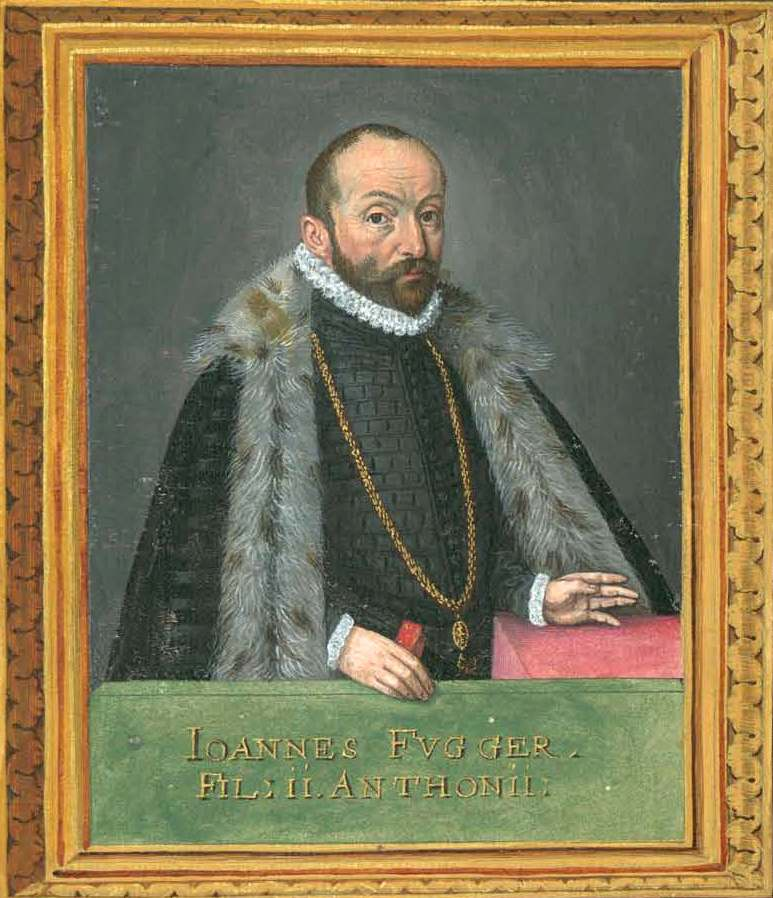
Hans Fugger, che fu datore di lavoro di Nikolaus Haller per lungo tempo

Nikolaus Haller nacque ad Augusta nel novembre del 1539, figlio dell'orafo Hans Haller (appartenente alla dinastia cittadina degli Haller von Hallerstein) e di sua moglie, Ursula Pfefferl, entrambi della città.
Ancora giovanissimo, lavorò alla bottega di un mercante di Augusta, divenne membro della locale camera di commercio e, successivamente, si pose al servizio dei famosi banchieri e mercanti Fugger. Attraverso la corrispondenza d'archivio tra Haller ed i Fugger, è possibile ancora oggi seguire bene le sue attività professionali tra il 1561 e il 1584 per i quali lavorò come fattore a Genova, Milano ed in Spagna. Haller ricevette commissioni anche dal duca Guglielmo V di Baviera e dall'imperatore Massimiliano II del Sacro Romano Impero.
Nel 1561, come si è detto, iniziò la sua carriera come fattore per conto di Hans Fugger (1531-1598) a Genova dove rimase sino al 1571 quando, per tre anni, si trasferì a Milano continuando comunque a mantenere stretti rapporti commerciali con Genova anche per conto del duca Guglielmo V di Baviera al fine di ottener prodotti artigianali provenienti dal commercio estero, ed in particolare preziosi coralli. Dal 1571 al 1579 lavorò costantemente per la corte bavarese con alcune ambascerie e, dopo un breve ritorno in patria, nel 1581 venne destinato alla Spagna, sempre per conto di Hans Fugger.

## Matrimonio e figli
Nikolaus Haller si sposò ad Augusta il 15 luglio 1569 con Felizitas Vischer (anche Fischer), figlia di Lukas Vischer e di sua moglie, Regina Wahl. Da questo matrimonio nacquero i seguenti eredi:
- Jacobina (1570-1603), sposò il 17 ottobre 1591 Heinrich I Erndel (1569-1623), farmacista imperiale a Praga
- Regina (1571-1600), sposò nel 1587 il farmacista Jeremias Erhard (1561-1627)
- Oktavian (1573-1625), orafo, gioielliere, tagliatore di diamanti, membro dal 1598 della corporazione degli orafi, sposòil 7 febbraio 1593 Anna Schürer
- Philipp (n. 1575), sposò nel 1604 Sabina Manlich
- Nikolaus (n. 1576)
- Felizitas (n. 1580), sposò il 5 ottobre 1596 Abraham Leickher. Fu bisnonna del banchiere Christian Gottlob Frege.